# Tolstoi (Adelsgeschlecht)

Wappen der Familie Tolstoi

Die Tolstois (russisch Толсты́е) sind ein bekanntes russisches Grafengeschlecht.

## Geschichte
Nach einer nicht verifizierbaren Familienlegende geht das Geschlecht auf Indris zurück, einen litauischen Adligen, dessen Familie aus dem Heiligen Römischen Reich gestammt haben soll. Mitte des 14. Jahrhunderts soll er nach Tschernihiw übergesiedelt, zum russisch-orthodoxen Glauben konvertiert sein und den Namen Leonti angenommen haben. Sein Urenkel Andrei Charitonowitsch soll im 15. Jahrhundert von Tschernihiw nach Moskau gezogen sein und dort von Großfürst Wassili III. den Spitznamen Tolstoi (von „tolstyj“/„то́лстый“, russisch für „dick“, also in etwa „Dicker“) erhalten haben.
Einer seiner Nachfahren, der Staatsmann Pjotr Andrejewitsch Tolstoi (1645–1729), diente am Zarenhof unter Peter dem Großen. Dabei brachte er es zu hohen Staatsposten und war 1710 bis 1713 Zarenbotschafter in Konstantinopel. 1717 war er an der Verhaftung und Verurteilung des aufständischen Sohnes Peters des Großen, des Zarewitsch Alexei, beteiligt. Das brachte ihm 1724 den Grafentitel. 1727 jedoch, nach Krönung Peters II., welcher Alexeis Sohn war, rächte sich dieser an Tolstoi, indem er ihm den Adelstitel aberkannte und ihn ins Solowezki-Kloster verbannte, wo er zwei Jahre später starb.
1760 rehabilitierte Elisabeth Petrowna die Tolstois und gab Peter Andrejewitschs Enkel, Andrei Iwanowitsch Tolstoi, dem Urgroßvater des Dichters Lew Nikolajewitsch Tolstoi, den Titel und einen Teil der Landgüter zurück. Da sich dieses Vermögen allerdings neun Geschwister Andreis sowie alle deren Kinder unter sich teilen mussten, gehörte die Familie der Tolstois zu dieser Zeit in Russland zu den ärmeren Adelsfamilien. Nur ein Teil der Nachkommen Andrei Iwanowitschs konnte ihre materielle Lage später durch Einheirat in reichere Familien aufbessern.
Die Landgüter der Tolstois waren über mehrere Gouvernements Zentralrusslands verteilt, darunter in Tula, Kursk und Orjol. Eines der bekanntesten davon ist bis heute Jasnaja Poljana in der Nähe der Stadt Tula.

## Bekannte Vertreter (Auswahl)
- Pjotr Andrejewitsch Tolstoi (um 1646–1728), Staatsmann
- Pjotr Alexandrowitsch Tolstoi (1769–1844)  russischer General und Staatsmann; Ururenkel von Pjotr Andrejewitsch
- Fjodor Iwanowitsch Tolstoi (1782–1846) vom Spitznamen Amerikaner; Ururenkel von Pjotr Andrejewitsch
- Fjodor Petrowitsch Tolstoi (1783–1873), Künstler; Cousin von Fjodor Iwanowitsch
- Jakow Nikolajewitsch Tolstoi (1791–1867), russischer Offizier und Theaterkritiker
- Iwan Matwejewitsch Tolstoi (1806–1867), russischer Staatsmann
- Alexei Konstantinowitsch Tolstoi (1817–1875), Schriftsteller
- Dmitri Andrejewitsch Tolstoi (1823–1889), russischer Historiker und Innenminister
- Lew Nikolajewitsch Tolstoi (1828–1910), Schriftsteller
- Jekaterina Fjodorowna Tolstaja (1843–1913), Malerin und Schriftstellerin
- Iwan Iwanowitsch Tolstoi (1858–1916), russischer Staatsmann
- Dmitri Iwanowitsch Tolstoi (1860–1941), russischer Kunsthistoriker und Museumsleiter der Eremitage
- Alexei Nikolajewitsch Tolstoi (1883–1945), Schriftsteller
- Nikita Iljitsch Tolstoi (1923–1996), serbisch-russischer Linguist, Slawist und Hochschullehrer
- Tatjana Nikititschna Tolstaja (* 1951), Schriftstellerin
- Andrei Wladimirowitsch Tolstoi (1956–2016), Kunsthistoriker
- Pjotr Olegowitsch Tolstoi (* 1969), russischer Journalist, Produzent und Politiker; seit 2016 stellvertretender Präsident der Duma